# Woolworth Building
O Woolworth Building é um arranha-céu de 57 andares e 241 metros de altura. É um dos 50 arranha-céus mais altos dos Estados Unidos e um dos mais altos do mundo. Situa-se em Manhattan, no número 233 da Broadway e é um dos mais antigos e famosos edifícios da cidade. Mesmo passados mais de cem anos desde sua inauguração, continua a ser um dos mais altos de Nova Iorque.
Em 1912, o milionário estadunidense Frank Winfield Woolworth mandou construí-lo, com um custo de $13,5 milhões de dólares, para sediar a sua empresa Woolworth. Após, quase dois anos de obras, sua inauguração deu-se em 24 de abril de 1913.
O arranha-céu foi designado, em 13 de novembro de 1966, um edifício do Registro Nacional de Lugares Históricos bem como, na mesma data, um Marco Histórico Nacional.

## Galeria de imagens

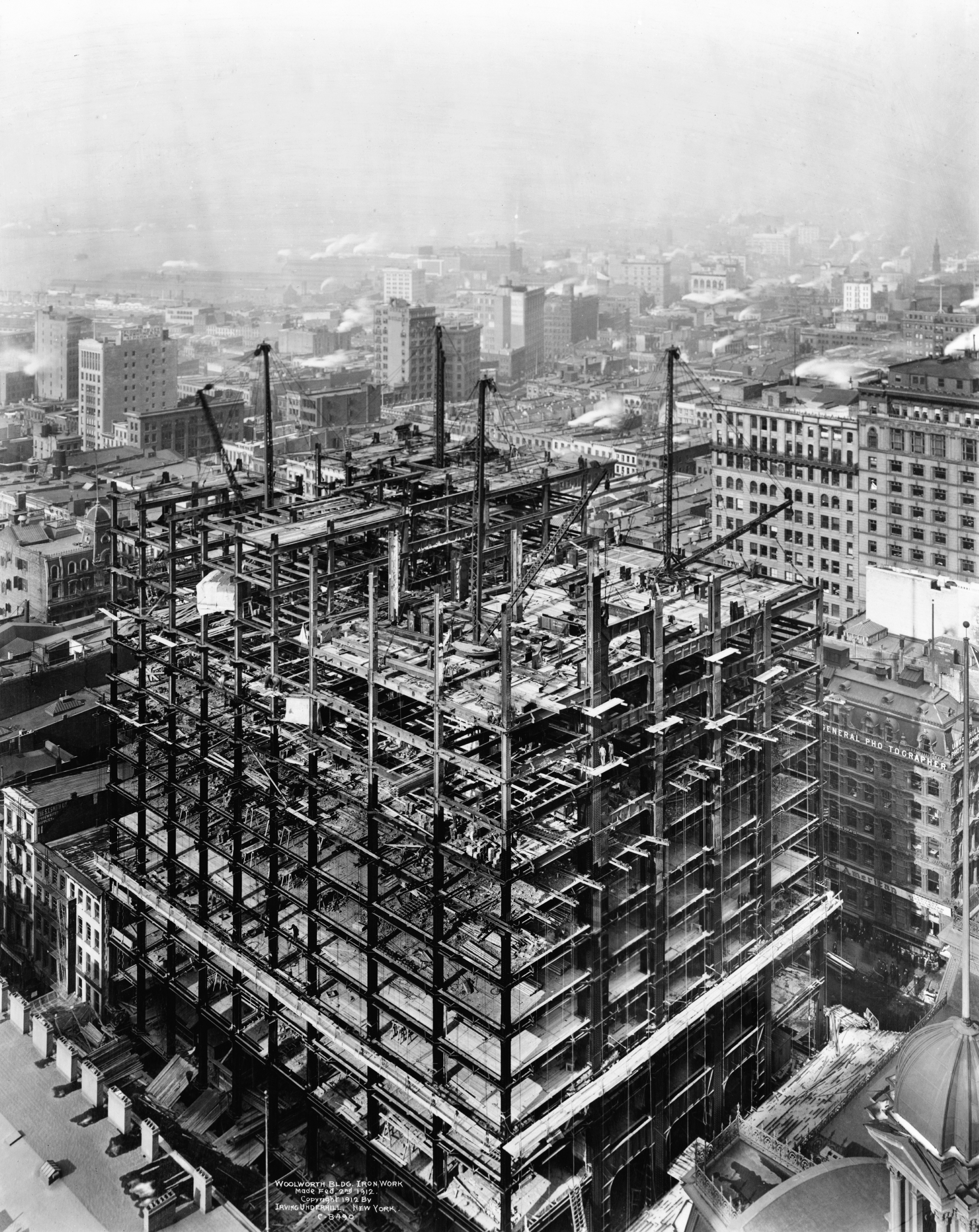
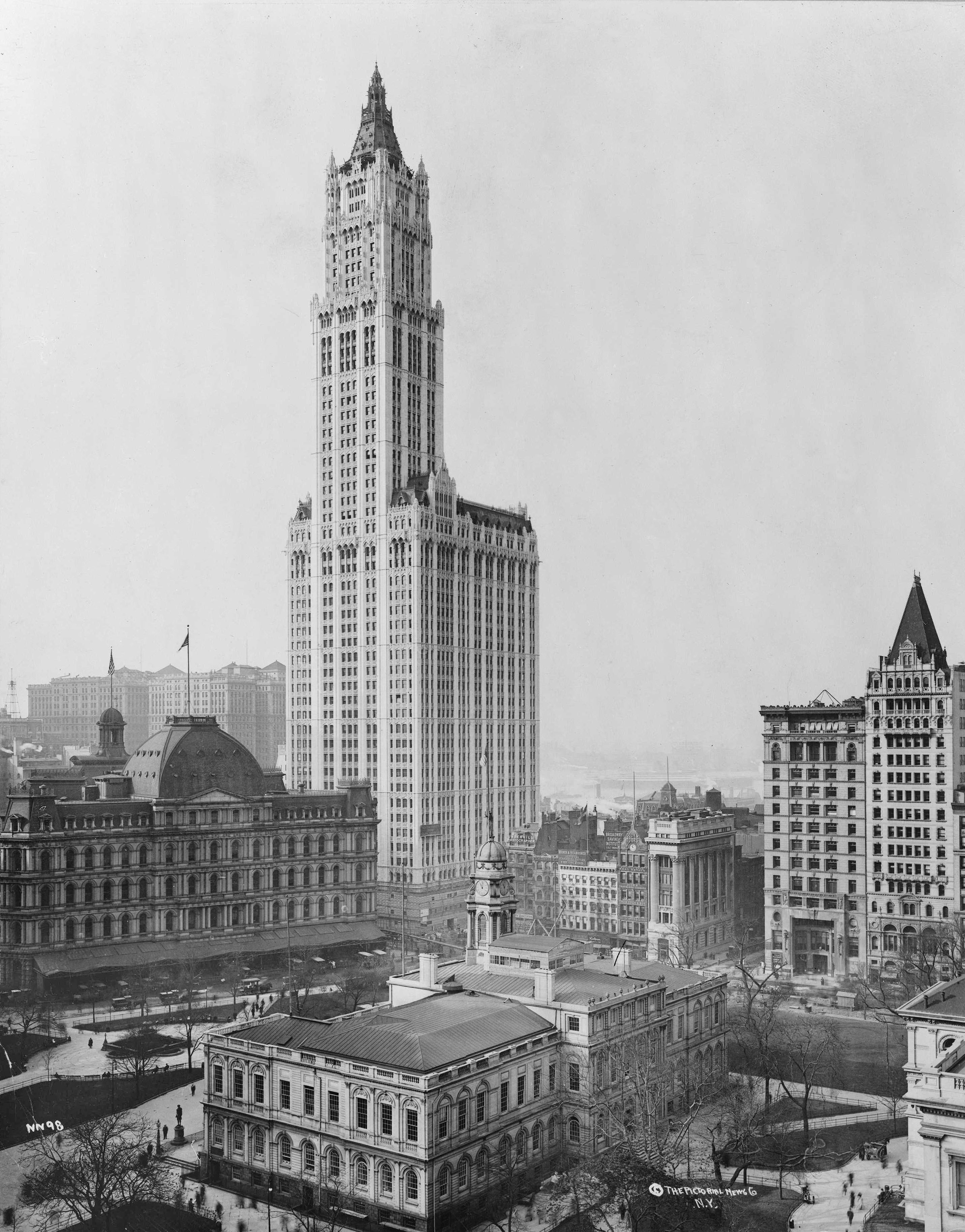
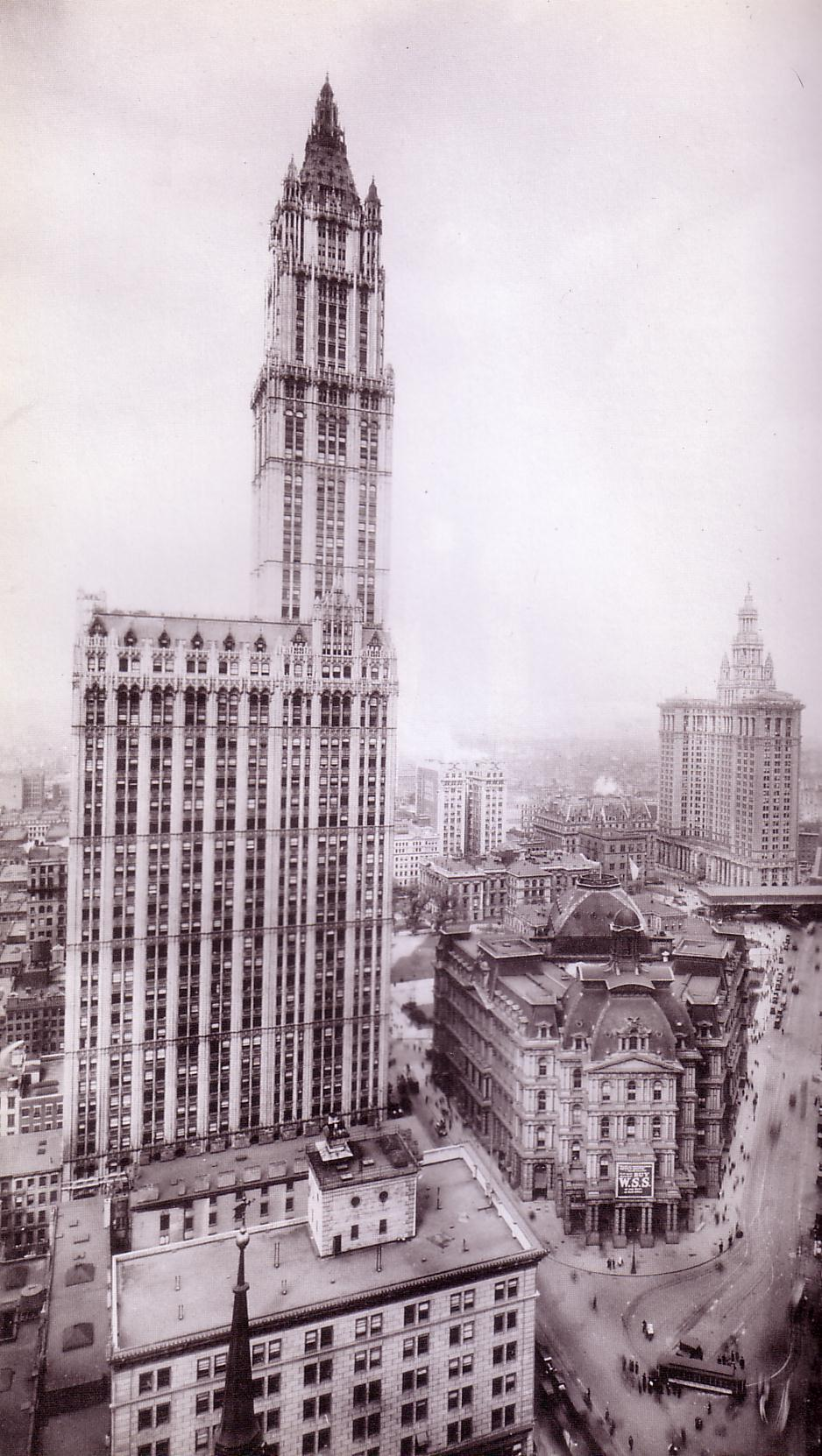
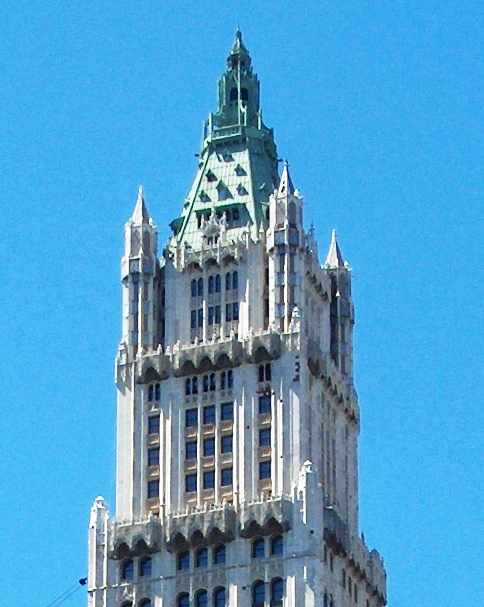